# Saint Vincent és a Grenadine-szigeteki labdarúgó-szövetség
A Saint Vincent és a Grenadine-szigeteki labdarúgó-szövetség (angolul: Saint Vincent and the Grenadines Football Federation) Saint Vincent és a Grenadine-szigetek nemzeti labdarúgó-szövetsége. 1979-ben alapították. A szövetség szervezi a Saint Vincent és a Grenadine-szigeteki labdarúgó-bajnokságot, működteti a Saint Vincent és a Grenadine-szigeteki labdarúgó-válogatottat. Székhelye Kingstownban található.